# Сарнико
Сарнико (итал. Sarnico) — коммуна в Италии, располагается в регионе Ломбардия, подчиняется административному центру Бергамо.
Население составляет 5971 человек (на 2004 г.), плотность населения составляет 949 чел./км². Занимает площадь 6 км². Почтовый индекс — 24067. Телефонный код — 035.
Покровителями коммуны почитаются святой Мавр, празднование 15 января, и святой Мартин Турский, празднование 11 ноября.

## Города-побратимы
- План-де-Кюк, Франция